# Johnny González
Johnny "Speedy" González (Cumaná, Venezuela, 9 de agosto de 1979) es un exfutbolista venezolano. Jugaba de mediocampista. Hizo su debut con Nueva Cádiz Fútbol Club en el año 1999 y permanece hasta del año 2004 que se marcha a Deportivo Táchira hasta el 2007 que su extécnico en el Deportivo Táchira César Farías se lo lleva al Deportivo Anzoátegui.
Vistió la camiseta de la Selección de fútbol de Venezuela en el Campeonato Sudamericano Sub-20 del año 1999 celebrado en Argentina.

## Clubes
| Club                    | País      | Año         |
| ----------------------- | --------- | ----------- |
| Nueva Cádiz Fútbol Club | Venezuela | 1998-2004   |
| Deportivo Táchira       | Venezuela | 2004-2007   |
| Deportivo Anzoátegui    | Venezuela | 2007 - 2009 |
| Monagas Sport Club      | Venezuela | 2009 - 2010 |
| Yaracuyanos Fútbol Club | Venezuela | 2010        |
| Angostura Fútbol Club   | Venezuela | 2011 - 2012 |
| Deportivo Anzoátegui    | Venezuela | 2012 - 2016 |
| Ureña SC                | Venezuela | 2016        |
| Estudiantes de Caracas  | Venezuela | 2017        |